# Камања Монферато
Камања Монферато (итал. Camagna Monferrato) је насеље у Италији у округу Алесандрија, региону Пијемонт.
Према процени из 2011. у насељу је живело 405 становника. Насеље се налази на надморској висини од 260 м.

## Становништво
| 1936. | 1951. | 1961. | 1971. | 1981. | 1991. | 2001. | 2011. |
| ----- | ----- | ----- | ----- | ----- | ----- | ----- | ----- |
| 1.696 | 1.363 | 1.021 | 817   | 699   | 596   | 537   | 510   |